# ファーミントン (メイン州)
ファーミントン（英: Farmington）は、アメリカ合衆国メイン州の町。フランクリン郡の郡庁所在地である。人口は7,592人（2020年）。町内にはメイン大学ファーミントン校、ノルディカ記念公会堂、ザ・ホームステッドがあり、また毎年ファーミントン祭が開催されている。

## 歴史
ファーミントンとなった地域はかつて、アベナキ族インディアンの支族であるカニバス族が領土にしていた。ファーミントン滝に近く2か所の宿営地があり、トウモロコシやジャガイモを栽培するために切り開いた畑があった。その砦の柵は現在のファーミントン滝のビレッジがある場所を中心として、1エーカー (4,000 m²) を囲んでいた。1776年、メインのトップシャムからある集団が入って来て地域を探検し、町の区割りを決め、プランテーション第1号あるいはサンディ川プランテーションと呼んだが、恒久的な定着はアメリカ独立戦争のために遅れた。
1781年、最初の開拓者が入植し、同年、製材所が設立された。1794年2月1日、サンディ川プランテーションはファーミントンという名前で法人化された。その名は図抜けて肥沃な土壌からきていた。ファーミントン滝の近くに一群の丸太小屋を建設したことに始まり、町は急速に発展して繁栄した。初期には農業が重要な産業であり、干し草が主要生産物だった。果樹園ではリンゴなどの果物が栽培された。ニューイングランドでも最大級の毛織物の生産地であり、丘陵やその間で多くの羊の群れが草を食んだ。
町の水力が工業を呼んだ。製材所は5か所あり、窓枠、ブラインド、扉を作る工場が2か所、レンガ工場2か所、鍛冶場、熊手工場、製粉所3か所、1ダース近い荷馬車製作所、チーズ工場、トウモロコシの缶詰工場2か所、収穫機工場2か所、糸巻き工場、革なめし場があった。地域の製造業、貿易、農業の中心だったので、1838年にフランクリン郡が設立されたときに、その郡庁所在地に指定された。1859年、リーズジャンクションからファーミントンまでアンドロスコギン鉄道が開通し、貨物や旅客を運んで来るようになった。
1879年、狭軌のサンディ川鉄道（後にサンディ川とレーンジリー湖鉄道の一部）の南端となり、レーンジリー湖やシュガーローフ山のある地域への玄関となった。1886年10月22日に大火を経験し、家屋33軒、店舗19軒、教会3棟、郡監獄と郵便局が破壊された。著名な建築家のアーサー・H・バイナルが設計し、1877年に建設されたメソジスト教会は延焼を免れた。今日のファーミントンは学園町とリゾート地になっている。

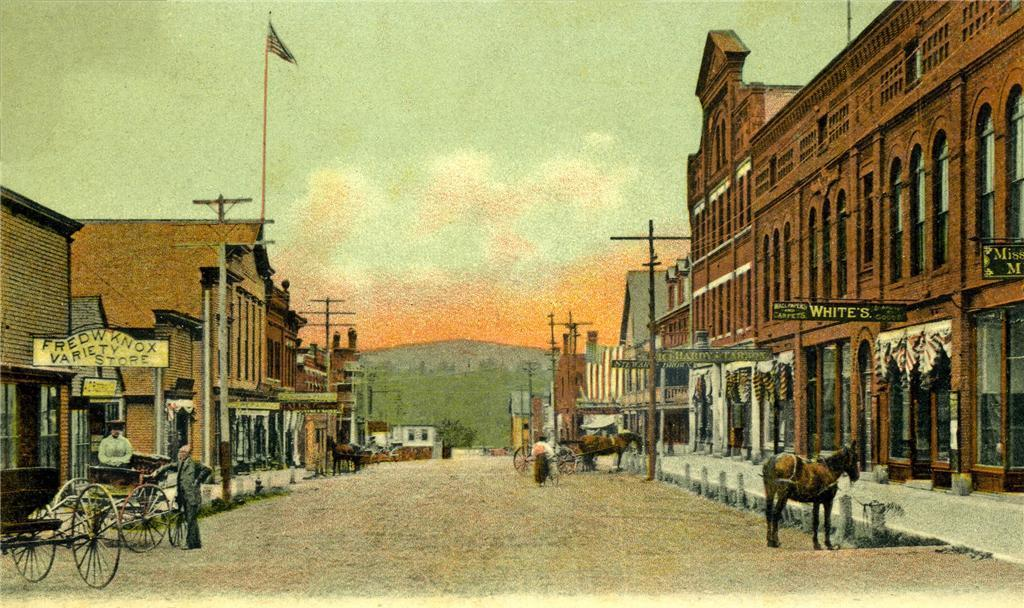
ブロードウェイ、1905年頃
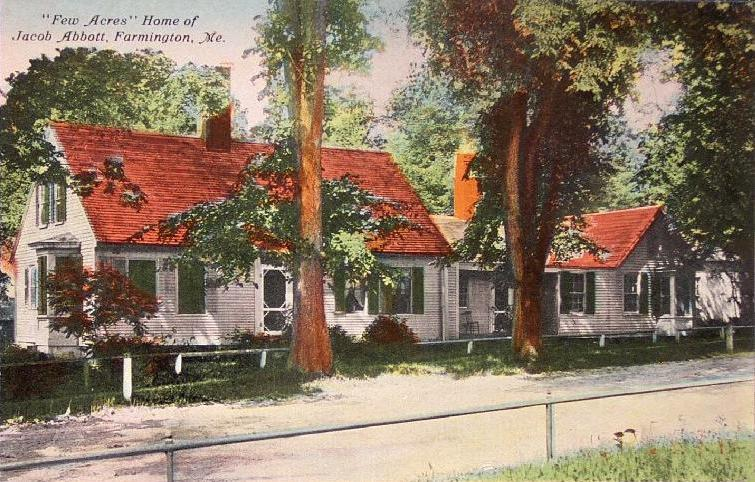
ジェイコブ・アボット邸、1906年
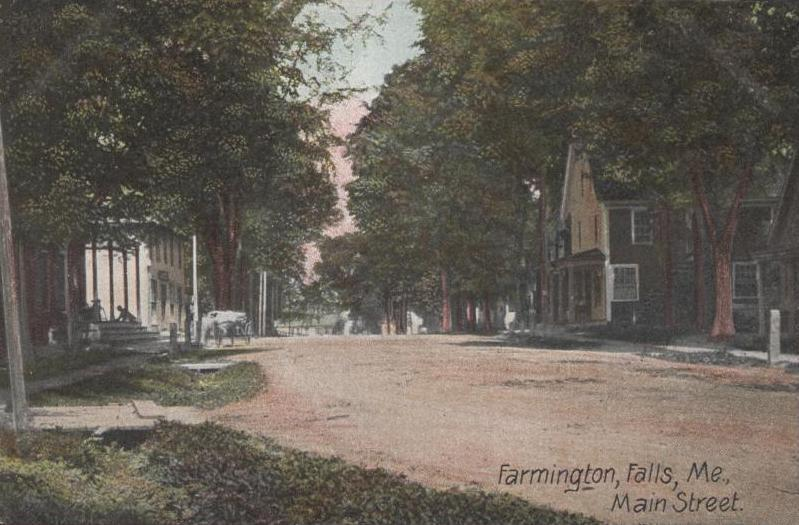
ファーミントンフォールズ、1907年

## 地理
アメリカ合衆国国勢調査局に拠れば、町域全面積は55.82平方マイル (144.57  km2)であり、このうち陸地55.67平方マイル (144.18  km2)、水域は0.15平方マイル (0.39 km2)で水域率は0.27%である。町内をウィルソン・ストリーム、テンプル・ストリーム、ビーバー・ブルック、サンディ川が流れている。
町内にはアメリカ国道2号線、メイン州道4号線、同27号線、同43号線、道133号線、同149号線が通っている。町の東はインダストリーとニューシャロン、南はチェスタービル、南西はウィルトン、西はテンプル、北はストロングとニュービニヤードの各町に接している。
ファーミントンの町自体は4つの地区に分かれており、ウェストファーミントン、フェアバンクス、ファーミントンフォールズ、ファーミントン（中心街）と呼ばれている。フェアバンクス以外の地区にそれぞれの郵便番号があるが、町域内にあることは間違いない。

### 気候
ファーミントンの気候は季節によって温度差が大きいのが特徴であり、夏は暖かいから暑くて湿度が高いことが多く、冬は寒くて時には厳しい寒さになる。ケッペンの気候区分に拠れば、湿潤大陸性気候、略号ではDfbにあたる。
| ファーミントンの気候   | ファーミントンの気候 | ファーミントンの気候 | ファーミントンの気候 | ファーミントンの気候 | ファーミントンの気候 | ファーミントンの気候 | ファーミントンの気候 | ファーミントンの気候 | ファーミントンの気候 | ファーミントンの気候 | ファーミントンの気候 | ファーミントンの気候 | ファーミントンの気候 |
| 月                     | 1月                  | 2月                  | 3月                  | 4月                  | 5月                  | 6月                  | 7月                  | 8月                  | 9月                  | 10月                 | 11月                 | 12月                 | 年                   |
| ---------------------- | -------------------- | -------------------- | -------------------- | -------------------- | -------------------- | -------------------- | -------------------- | -------------------- | -------------------- | -------------------- | -------------------- | -------------------- | -------------------- |
| 平均最高気温 °C （°F） | −2 (28)              | −1 (30)              | 4 (39)               | 11 (51)              | 19 (66)              | 24 (75)              | 27 (80)              | 25 (77)              | 21 (69)              | 14 (57)              | 6 (42)               | 0 (32)               | 12.3 (53.8)          |
| 平均最低気温 °C （°F） | −15 (5)              | −14 (6)              | −8 (17)              | −1 (30)              | 4 (39)               | 9 (48)               | 12 (53)              | 11 (51)              | 6 (42)               | 1 (33)               | −3 (26)              | −11 (12)             | −0.7 (30.2)          |
| 降水量 mm （inch）     | 86 (3.4)             | 80 (3)               | 97 (3.8)             | 91 (3.6)             | 94 (3.7)             | 100 (4)              | 91 (3.6)             | 94 (3.7)             | 91 (3.6)             | 94 (3.7)             | 107 (4.2)            | 94 (3.7)             | 1,119 (44)           |
| 出典：Weatherbase      |                      |                      |                      |                      |                      |                      |                      |                      |                      |                      |                      |                      |                      |

## 人口動態

### 2010年国勢調査
以下は2010年の国勢調査による人口統計データである。
| 基礎データ - 人口: 7,760 人 - 世帯数: 3,072 世帯 - 家族数: 1,597 家族 - 人口密度: 53.8人/km2（139.4 人/mi2） - 住居数: 3,441 軒 - 住居密度: 23.9 軒/km2（61.8 軒/mi2） 人種別人口構成 - 白人: 96.9% - アフリカン・アメリカン: 0.3% - ネイティブ・アメリカン: 0.4% - アジア人: 0.3% - 太平洋諸島系: 0.1% - その他の人種: 0.3% - 混血: 1.7% - ヒスパニック・ラテン系: 1.3% | 年齢別人口構成 - 18歳未満: 16% - 18-24歳: 27.2% - 25-44歳: 18.3% - 45-64歳: 23.3% - 65歳以上: 15.5% - 年齢の中央値: 32歳 - 性比（女性100人あたり男性の人口） - 総人口: 82.8 世帯と家族（対世帯数） - 18歳未満の子供がいる: 23.1% - 結婚・同居している夫婦: 38.2% - 未婚・離婚・死別女性が世帯主: 9.9% - 非家族世帯: 48.0% - 単身世帯: 34.1% - 65歳以上の老人1人暮らし: 13% - 平均構成人数 - 世帯: 2.17人 - 家族: 2.75人 |

### 2000年国勢調査
以下は2000年の国勢調査による人口統計データである。
| 基礎データ - 人口: 7,410 人 - 世帯数: 2,813 世帯 - 家族数: 1,533 家族 - 人口密度: 51.2人/km2（132.8 人/mi2） - 住居数: 3,048 軒 - 住居密度: 21.1軒/km2（54.6 軒/mi2） 人種別人口構成 - 白人: 97.48% - アフリカン・アメリカン: 0.20% - ネイティブ・アメリカン: 0.30% - アジア人: 0.65% - 太平洋諸島系: 0.03% - その他の人種: 0.40% - 混血: 0.94% - ヒスパニック・ラテン系: 0.82% | 年齢別人口構成 - 18歳未満: 18.4% - 18-24歳: 25.0% - 25-44歳: 21.5% - 45-64歳: 19.3% - 65歳以上: 15.9% - 年齢の中央値: 32歳 - 性比（女性100人あたり男性の人口） - 総人口: 81.0 - 18歳以上: 75.1 世帯と家族（対世帯数） - 18歳未満の子供がいる: 24.8% - 結婚・同居している夫婦: 42.5% - 未婚・離婚・死別女性が世帯主: 9.1% - 非家族世帯: 45.5% - 単身世帯: 31.7% - 65歳以上の老人1人暮らし: 11.8% - 平均構成人数 - 世帯: 2.25人 - 家族: 2.87人 | 収入と家計 - 収入の中央値 - 世帯: 26,814米ドル - 家族: 33,656米ドル - 性別 - 男性: 27,569米ドル - 女性: 21,101米ドル - 人口1人あたり収入: 13,982米ドル - 貧困線以下 - 対人口: 22.6% - 対家族数: 18.0% - 18歳未満: 30.6% - 65歳以上: 5.4% |

## 町政府

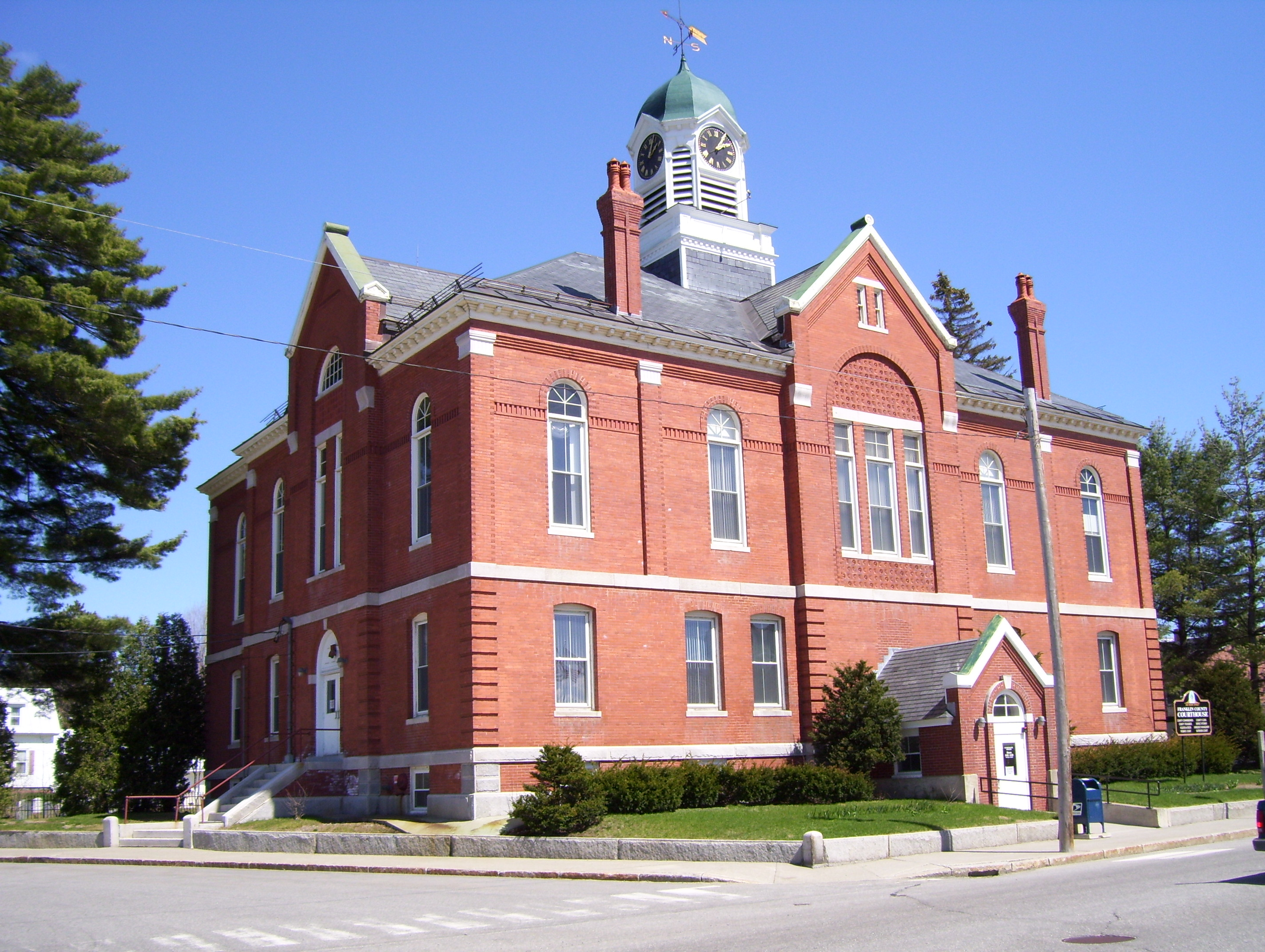
フランクリン郡庁舎

ファーミントンはフランクリン郡の中で人口最大の町であり、郡庁所在地である。その結果、地域の管理用建物が多く、裁判所や保健社会福祉省の支所がある。政府は町政委員会の形式を採り、町役場で隔週の火曜日午後6時半から会合を行っている。日々の町政管理は町マネジャーが行い、毎年3月にはタウンミーティングを開催している。

## 見どころ
- ファーミントン歴史協会[12]
- ノルディカ記念ホームステッド[13]
- ティットコム山
- サンディ川
- マウントブルー中学校

ファーミントンには多くの歴史的資産や地区がある。例えば、カトラー記念図書館、ファーミントン歴史地区、第一会衆派教会ユナイテッド・チャーチ・オブ・クライスト、フランクリン郡庁舎、フリーウィル・バプテスト集会所、グリーンエーカー、チェスター・グリーンウッド邸、メリル・ホール、ノルディカ・ホームステッド、旧ユニオン集会所、ハイラム・ラムスデル邸、タフト邸がある。

## 予言
ファーミントンはクエーカー教徒のルシア・キューニング（元はライザ・ビーバーマン）による、町に来る新秩序について予言の対象となっている。最初の予言は2006年6月6日火曜日についての予言だったが、その日に80人以上が集まった中で何も不思議なことが起こらなかった後、現在は「来る数年のうち」とされている。
その予言に拠れば、ファーミントンの町域に起こる来るべき新秩序は次のようになっている。
- 死も病気もない（それ以前に病気になり3日以内に去る者は除く）
- 犯罪も悪行もない。ファーミントンは安全になり、誰も貴方を傷つけることはない
- その時に町域の外に行くならば、この特別のやり方で保護されない。ただし以前より悪くなることはない

## 地区
- ファーミントン中心街- 町内の主要部、ここには数軒の銀行、家屋、店舗、公共施設がある。メイン大学ファーミントン校が中心街に隣接してある。メインストリートとブロードウェイの交差点にあるT
- ウェストファーミントン- アメリカ国道2号線とメイン州道43号線の交差点にある。ティットコム山もある。ホイッスルストップ・レイルトレイルがオークス通りを始点に、イーストウィルトン、ウィルトン、ジェイに続く。自転車乗り、ハイカー、全地形対応車、スノーモービル、クロスカントリースキー競技者がこのトレイルを利用する。マドレスと呼ばれるガソリンスタンドもある。郵便番号は04992である
- ファーミントンフォールズ- アメリカ国道2号線とメイン州道41号線および同156号線の交差点にある。幾らかの家屋、教会、コンビニエンス店がある。サンディ川が流れている。郵便番号は04940である
- フェアバンクス- 以前は学校があり、交易所と幾らかのレストランがあった。メイン州道4号線と同27号線の交差点にある。郵便番号は04938に属す。リリアン・ノルディカ邸がある
- ウィルトン道路- アメリカ国道2号線がファーミントンを通っている。個々には企業が多い。ウォルマート、ハナフォード、タコベル、サブウェイ、ピザハットの他、フォード、GM、クライスラーのディーラーもある。ウィルトン道路近くにはダンキンドーナツが3店舗ある。1つはビッグロッツに近く、1つはシットゴーのガソリンスタンドに、もう1つはウォルマートの中にある。他にも幾つかの事業がある。ウェストファーミントンとサブウェイの間は速度制限が30マイル/時 (48 km/h) となり、サブウェイと町境のコンフォート・インの間は40マイル/時 (64 km/h) となる。コンフォート・インを過ぎると、イーストウィルトンまで50マイル/時 (80 km/h) である。郵便番号は04938である。
- フロント通り- 中心街の背後にある。幾つか家屋があって、ブロードウェイの交差点になる。ストーンハース・カフェと呼ばれるピザとジェラートの新しいレストランがある。ナローゲージ広場には映画館、アイドクター、さらに幾つかの店舗がある。ヒパッチ・フィールドは、野球、ソフトボール、サッカーができる運動場であり、メイン大学ファーミントン校のビーバーズが使っている。ヒパッチ・フィールドはサンディ川の水泳場に行く主要道でもある。フロント通りには酒場があり、農場直営店もある。メインストリートとフロント通りの角にはギフォーズがある。歴史あるファーミントンではメインストリートと考えられている

## 著名な出身者

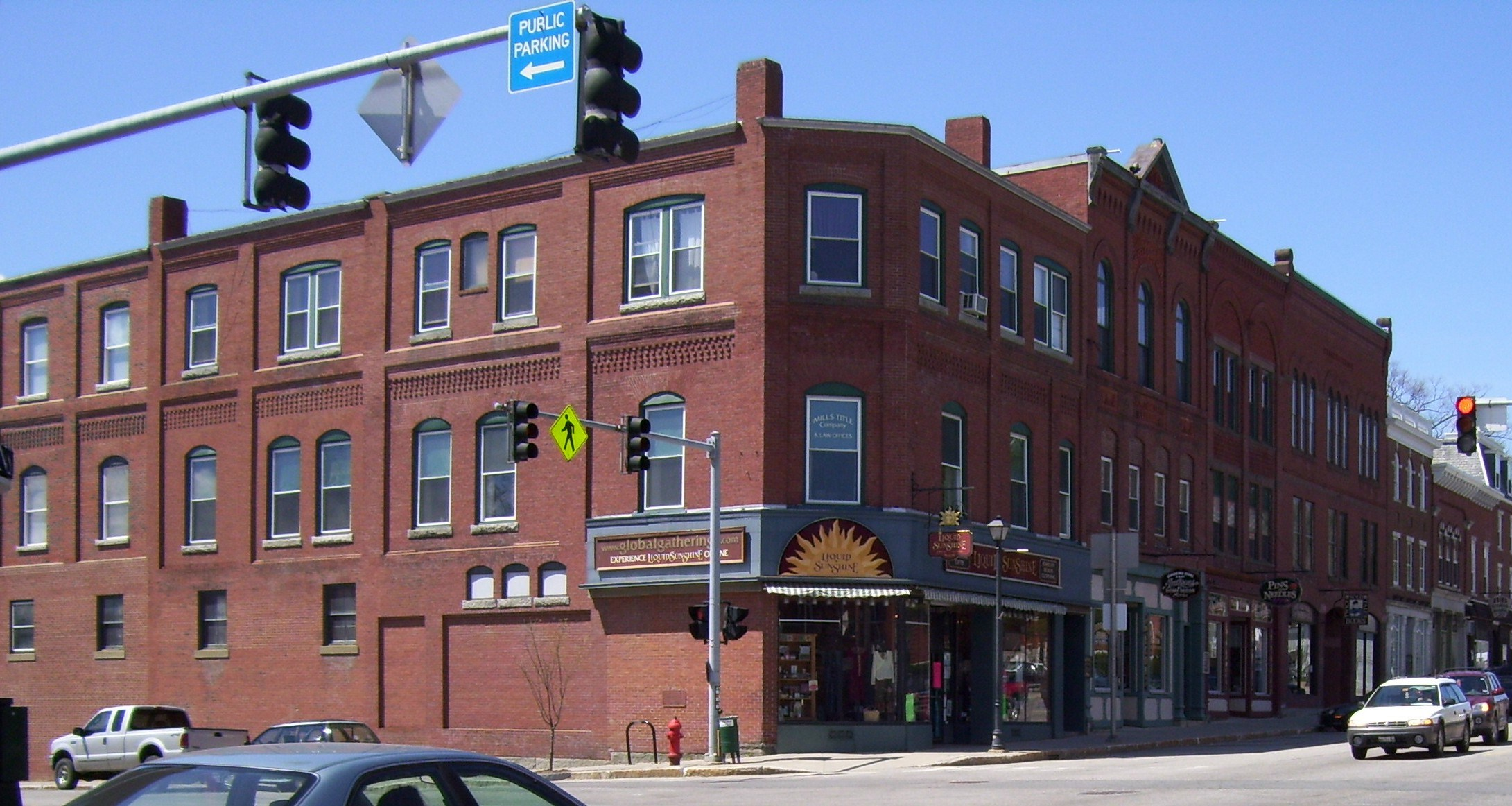
中心街

- セス・ウェスコット、スノーボーダー、スノーボードクロス競技で2006年のトリノオリンピック及び2010年のバンクーバーオリンピックの2大会連続で金メダル